# Morčák aucklandský
Morčák aucklandský (Mergus australis) je vyhynulý druh kachny, který se endemitně vyskytoval na Novém Zélandu. Jednalo se o ptáka hnědého opeření, o jehož biologii je známo jen minimum informací.
Morčák je znám hlavně z Aucklandových ostrovů, kde byl poslední pár morčáků uloven v roce 1902, nicméně kosterní pozůstatky z novozélandské pevniny (mj. bažiny Poukawa) napovídají, že druh byl původně rozšířen i tam.
Druh byl poprvé popsán v roce 1841 francouzskými přírodovědci Honoré Jacquinotem a Jacquesem Bernardem Hombronem na základě jedince, kterého Jacquinot zastřelil někdy v březnu roku 1841.

## Popis
Samec i samice si byli velmi podobní, avšak samci byli o něco větší a v zadní části hlavy měli nepříliš výraznou chocholku. Délka těla dosahovala 58 cm, samec vážil kolem 650 g, samice cirka 550 g.
Morčák aucklandský vzhledem připomínal příbuzného morčáka prostředního (Mergus serrator). Morčáci měli tělo elegantního, protáhlého aerodynamického tvaru. Hlava a krk byly červenohnědé. Samci měli na zadní straně hlavy prodloužené peří tvořící dlouhou chocholku. Svrchní strana těla byla převážně tmavě šedohnědá, spodní část těla byla šedá s bílým kropením. Zobák byl dlouhý, tenký a žlutooranžově zabarvený. Nohy byly oranžové.

## Biologie

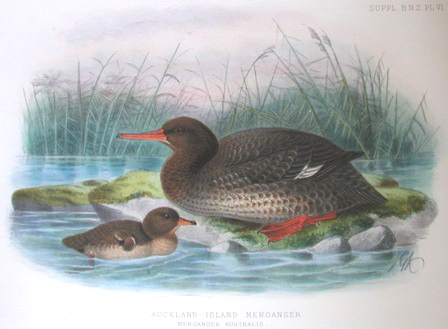
Ilustrace morčáků aucklandských z roku 1905 (John Gerrard Keulemans)

O biologii druhu se dochovalo jen absolutní minimum informací. Morčáci byli schopni letu, avšak jejich křídla byla částečně zakrnělá, což naznačuje začínající ztrátu schopnosti letu (nelétavost je typická pro řadu ptačích druhů žijících na ostrovech bez predátorů). Mláďata morčáků byla zaznamenána v lednu, z čehož se dá vyvodit, že ke snášení vajec patrně docházelo v říjnu a listopadu. Morčáci se živili rybami, korýši a dalšími akvatickými živočichy z oceánu i ze sladkých vod.

## Rozšíření a vyhynutí
Bezpečně je doloženo, že morčák aucklandský byl rozšířen po Aucklandových ostrovech. Jeho populace tam však nikdy nebyla velká, patrně jen nižší desítky jedinců. Z nálezu fosilií z počátků 21. století (mj. z bažiny Poukawa) se však zdá, že morčák aucklandský byl rozšířen i po novozélandské pevnině.
Za vyhynutím morčáka stála patrně kombinace několika faktorů. Ve 20. letech 19. století byly na Aucklandovy ostrovy introdukováni savci (mj. divoká prasata a kočky), které patrně vyvolaly silný tlak na populaci druhu. Morčáci též mohli sloužit jako zdroj potravy tuleňářů. Tak či onak, poslední ranou pro morčáky byl jejich odstřel pro muzejní účely. Poslední pár morčáků byl zastřelen 9. ledna 1902. Je známo pouze 26 muzejních exemplářů morčáků aucklandských.